# Arnafjorden
Arnafjorden er en fjordarm på sydsiden af Sognefjorden i Vik kommune i  Vestland fylke i Norge. Den er 8,5 kilometer lang og går mod sydvest. Den indre del af fjorden er delt i to fjordarme, Framfjorden og Indrefjorden. Den længste af disse er Indrefjorden.
Fjorden har indløb mellem Husstavenes i vest og Eitreneset i øst og ligger mellem fjeldene Fagerdalsnipi (1.245 moh.) og Jambueggi (1.145 moh.). Et stykke inde i fjorden ligger landsbyen Arnafjord på vestsiden. Her falder Breidfossen ned til fjorden. Lige syd for Arnafjord deler fjorden sig i Framfjorden og Indrefjorden. Framfjorden går mod øst til bygden Framfjord. Indrefjorden går mod vest  til gårdene Tenne, Frettheim og Åse. 
Fylkesvei 92 følger fjorden rundt hele i den indre del og op til Arnafjord på vestsiden, hvor vejen slutter.